# Spodoptera formosana
Spodoptera formosana är en fjärilsart som beskrevs av Matsumura 1913. Spodoptera formosana ingår i släktet Spodoptera och familjen nattflyn. Inga underarter finns listade i Catalogue of Life.